# Équipe du Pakistan féminine de football
Cet article traite de l'équipe féminine. Pour l'équipe masculine, voir Équipe du Pakistan de football.
L'équipe du Pakistan féminine de football est l'équipe nationale qui représente le Pakistan dans les compétitions internationales de football féminin. Elle est gérée par la Fédération du Pakistan de football.
Les Pakistanaises n'ont jamais disputé de phase finale de compétition majeure, que ce soit la Coupe d'Asie, la Coupe du monde ou les Jeux olympiques.

## Palmarès
Le palmarès du Pakistan est vierge.

### Parcours enCoupe du monde
- 1991 à 2011 : Équipe inexistante
- 2015 à 2023 : Non inscrit
- 2027 : Tour préliminaire
- 2031 : À venir
- 2035 : À venir

### Parcours enCoupe d'Asie
- 1975 à 2010 : Équipe inexistante
- 2014 à 2022 : Non inscrit
- 2026 : Tour préliminaire
- 2029 : À venir

### Parcours enChampionnat d'Asie du Sud féminin de football
- 2010 : Demi-finaliste
- 2012 : 1er tour
- 2014 : 1er tour
- 2016 : ne participe pas
- 2019 : ne participe pas
- 2022 : 1er tour
- 2024 : 1er tour

### Parcours aux Jeux d'Asie du Sud
- 2010 : 4e
- 2016 : ne participe pas

## Sélection de l'équipe du Pakistan de 2014
- Syeda Mahpara
- Azra Khan
- Malika Noor
- Mehnaz Shah
- Mewish Khan
- Diana Baig
- Musarat Shaheen
- Rafia Parveen
- Rukshar
- Zulfia Shah
- Sahar Zaman
- Abiha Haider
- Roshnan Ali
- Fatima Ansari
- Swaiba Sarfaraz
- Shayyan
- Shahlyla Baloch
- Hajra khan
- Sophia
- Summaira Kausar

## Matchs du Pakistan

### Match par adversaire
| Date              | Lieu                   | Équipe   | Résultat                       | Adversaire      |
| ----------------- | ---------------------- | -------- | ------------------------------ | --------------- |
| 31 janvier 2010   | Dacca Bangladesh       | Pakistan | 0-6                            | Inde            |
| 2 février 2010    | Dacca Bangladesh       | Pakistan | 0-1                            | Bangladesh      |
| 4 février 2010    | Dacca Bangladesh       | Pakistan | (3-0 par forfait du Sri Lanka) | Sri Lanka       |
| 6 février 2010    | Dacca Bangladesh       | Pakistan | 0-7                            | Népal           |
| 14 décembre 2010  | Cox's Bazar Bangladesh | Pakistan | 2-1                            | Maldives        |
| 16 décembre 2010  | Cox's Bazar Bangladesh | Pakistan | 3-0                            | Afghanistan     |
| 18 décembre 2010  | Cox's Bazar Bangladesh | Pakistan | 0-12                           | Népal           |
| 20 décembre 2010  | Cox's Bazar Bangladesh | Pakistan | 0-8                            | Inde            |
| 8 septembre 2012  | Colombo Sri Lanka      | Pakistan | 0-8                            | Népal           |
| 10 septembre 2012 | Colombo Sri Lanka      | Pakistan | 0-4                            | Afghanistan     |
| 12 septembre 2012 | Colombo Sri Lanka      | Pakistan | 3-0                            | Maldives        |
| 23 octobre 2014   | Riffa Bahreïn          | Pakistan | 0-5                            | Bahreïn         |
| 26 octobre 2014   | Riffa Bahreïn          | Pakistan | 1-5                            | Bahreïn         |
| 29 octobre 2014   | Riffa Bahreïn          | Pakistan | 1-10                           | Bahreïn         |
| 11 novembre 2014  | Islamabad Pakistan     | Pakistan | 1-2                            | Sri Lanka       |
| 14 novembre 2014  | Islamabad Pakistan     | Pakistan | 0-2                            | Népal           |
| 16 novembre 2014  | Islamabad Pakistan     | Pakistan | 4-1                            | Bhoutan         |
| 7 septembre 2022  | Katmandou Népal        | Pakistan | 0-3                            | Inde            |
| 10 septembre 2022 | Katmandou Népal        | Pakistan | 0-6                            | Bangladesh      |
| 13 septembre 2022 | Katmandou Népal        | Pakistan | 7-0                            | Maldives        |
| 11 janvier 2023   | Khobar Arabie saoudite | Pakistan | 1-0                            | Comores         |
| 15 janvier 2023   | Khobar Arabie saoudite | Pakistan | 1-2                            | Maurice         |
| 19 janvier 2023   | Khobar Arabie saoudite | Pakistan | 1-1                            | Arabie saoudite |
| 5 avril 2023      | Hisor Tadjikistan      | Pakistan | 0-4                            | Philippines     |
| 8 avril 2023      | Hisor Tadjikistan      | Pakistan | 0-2                            | Hong Kong       |
| 11 avril 2023     | Hisor Tadjikistan      | Pakistan | 1-0                            | Tadjikistan     |
| 18 juillet 2023   | Singapour              | Pakistan | 0-1                            | Singapour       |
| 21 septembre 2023 | Taëf Arabie saoudite   | Pakistan | 0-0                            | Malaisie        |
| 24 septembre 2023 | Taëf Arabie saoudite   | Pakistan | 0-1                            | Arabie saoudite |
| 28 septembre 2023 | Taëf Arabie saoudite   | Pakistan | 1-1                            | Laos            |
| 17 octobre 2024   | Katmandou Népal        | Pakistan | 2-5                            | Inde            |
| 20 octobre 2024   | Katmandou Népal        | Pakistan | 1-1                            | Bangladesh      |
| 7 décembre 2024   | Doha Qatar             | Pakistan | 1-1                            | Arabie saoudite |
| 29 juin 2025      | Kelapa Dua Indonésie   | Pakistan | 0-8                            | Taipei chinois  |
| 2 juillet 2025    | Kelapa Dua Indonésie   | Pakistan | 2-0                            | Indonésie       |
| 5 juillet 2025    | Kelapa Dua Indonésie   | Pakistan | 2-1                            | Kirghizistan    |

### Nations rencontrées
| Adversaire      | Joués | Victoires | Matchs nuls | Défaites | Buts pour | Buts contre |
| --------------- | ----- | --------- | ----------- | -------- | --------- | ----------- |
| Afghanistan     | 2     | 1         | 0           | 1        | 3         | 4           |
| Arabie saoudite | 3     | 0         | 2           | 1        | 2         | 3           |
| Bahreïn         | 3     | 0         | 0           | 3        | 2         | 20          |
| Bangladesh      | 3     | 0         | 1           | 2        | 1         | 8           |
| Bhoutan         | 1     | 1         | 0           | 0        | 4         | 1           |
| Comores         | 1     | 1         | 0           | 0        | 1         | 0           |
| Hong Kong       | 1     | 0         | 0           | 1        | 0         | 2           |
| Inde            | 4     | 0         | 0           | 4        | 2         | 22          |
| Indonésie       | 1     | 1         | 0           | 0        | 2         | 0           |
| Kirghizistan    | 1     | 1         | 0           | 0        | 2         | 1           |
| Laos            | 1     | 0         | 1           | 0        | 1         | 1           |
| Malaisie        | 1     | 0         | 1           | 0        | 0         | 0           |
| Maldives        | 3     | 3         | 0           | 0        | 12        | 1           |
| Maurice         | 1     | 0         | 0           | 1        | 1         | 2           |
| Népal           | 4     | 0         | 0           | 4        | 0         | 29          |
| Philippines     | 1     | 0         | 0           | 1        | 0         | 4           |
| Singapour       | 1     | 0         | 0           | 1        | 0         | 1           |
| Sri Lanka       | 2     | 1         | 0           | 1        | 4         | 2           |
| Tadjikistan     | 1     | 1         | 0           | 0        | 1         | 0           |
| Taipei chinois  | 1     | 0         | 0           | 1        | 0         | 8           |

### Bilan
| Rang | Équipe   | Pts | J  | G  | N | P  | Bp | Bc  | Diff |
| ---- | -------- | --- | -- | -- | - | -- | -- | --- | ---- |
| #    | Pakistan | 35  | 36 | 10 | 5 | 21 | 38 | 109 | -71  |

### Les 9 meilleures buteuses
| Rang | Joueur         | Buts | Sél. | Première sélection | Dernière sélection |
| ---- | -------------- | ---- | ---- | ------------------ | ------------------ |
| 1    | Nadia Khan     | 5    | ?    | 2022               | 20..               |
| 1    | Hajra Khan     | 5    | ?    | 2010               | 2022               |
| 3    | Malaika Noor   | 4    | ?    | 2010               | 2024               |
| 4    | Shelyla Balock | 2    | ?    | 2010               | 2016               |
| 4    | Anmol Hira     | 2    | ?    | 2022               | 20..               |
| 4    | Maria Khan     | 2    | ?    | 2022               | 20..               |
| 4    | Zahmena Malik  | 2    | ?    | 2023               | 20..               |
| 4    | Suha Hirani    | 2    | ?    | 2022               | 20..               |
| 4    | Mariam Mahmood | 2    | ?    | 2025               | 20..               |

## Sélectionneurs de l'équipe du Pakistan depuis 2010
Mis à jour le 20 juillet 2025.
| Sélectionneurs | Période   | Matchs | Gagnés | Nuls | Perdus | Gagnés % |
| -------------- | --------- | ------ | ------ | ---- | ------ | -------- |
| Tariq Lutfi    | 2010-2014 | 13     | 4      | 0    | 9      | 30,76    |
| Adeel Rizki    | 2022-     | 19     | 5      | 5    | 9      | 26,31    |